# Campeonato Croata de Futebol de 2017–18
O Campeonato Croata de 2017-18 foi a vigésima sétima edição da primeira divisão do futebol na Croácia. O Dínamo Zagreb, da capital homônima, foi o campeão da temporada, chegando assim a seu 19º título do campeonato croata.

## História e sistema de disputa
Dez equipes participaram do Campeonato Croata em sua temporada 2017-18. O primeiro jogo se deu em 14 de julho de 2017 e a última rodada aconteceu em 18 e 19 de maio de 2018.
O campeonato foi disputado em uma única fase, na qual todos os times se enfrentaram entre si quatro vezes, duas vezes em casa, duas vezes fora, perfazendo assim 36 jogos para cada equipe.
O campeão se classificava para as fases preliminares da Liga dos Campeões da UEFA de 2018–19. O segundo, terceiro e o quarto colocados entravam nas fases preliminares da Liga Europa da UEFA de 2018–19. O último colocado (10º na tabela geral) era rebaixado para a 2. HNL (segunda divisão). O penúltimo colocado (9º na tabela geral) disputava uma repescagem contra o vice-campeão da segunda divisão para decidir quem ficaria com a última vaga na 1. HNL.

## Classificação final
| #   | Time           | Jogos | Vitórias | Empates | Derrotas | GP-GC | Pontos | Classificação ou rebaixamento      |
| 1.  | Dinamo Zagreb  | 36    | 29       | 7       | 7        | 68-34 | 73     | Campeão                            |
| 2.  | Rijeka         | 36    | 22       | 4       | 10       | 75-32 | 70     | Classificado à Liga Europa         |
| 3.  | Hajduk Split   | 36    | 19       | 9       | 8        | 70-38 | 66     | Classificado à Liga Europa         |
| 4.  | Osijek         | 36    | 14       | 14      | 8        | 53-38 | 56     | Classificado à Liga Europa         |
| 5.  | Lokomotiva     | 36    | 14       | 9       | 13       | 47-48 | 51     |                                    |
| 6.  | Slaven Belupo  | 36    | 11       | 10      | 15       | 35-45 | 43     |                                    |
| 7.  | Inter Zaprešić | 36    | 11       | 10      | 15       | 43-64 | 43     |                                    |
| 8.  | Rudeš          | 36    | 10       | 10      | 16       | 41-62 | 40     |                                    |
| 9.  | Istra 1961     | 36    | 6        | 9       | 21       | 28-60 | 27     | Repescagem contra o vice da 2. HNL |
| 10. | Cibalia        | 36    | 6        | 8       | 22       | 36-75 | 26     | Rebaixado para a 2. HNL            |

## Repescagem e rebaixamento
A repescagem, que valia a última vaga na primeira divisão, foi jogada entre Istra 1961 (penúltimo na 1. HNL) e NK Varaždin (segundo na 2. HNL). Assim foram as partidas:
Jogo de ida
| 30 de maio    | Istra 1961                                     | 3 – 1     | NK Varaždin | Stadion Aldo Drosina, Pula                   |
| 20:00 (UTC+2) | Kulenović 55' (g.c.) · Vojnović 64' · Roce 88' | Relatório | Drožđek 10' | Público: 4 107 pessoas Árbitro: CRO F. Jović |

Jogo de volta
| 2 de junho    | NK Varaždin | 1 – 0     | Istra 1961 | Stadium NK Varteks, Varaždin                    |
| 20:00 (UTC+2) | Drožđek 55' | Relatório |            | Público: 8 153 pessoas Árbitro: CRO D. Strunkan |

Com estes resultados, o Istra 1961 permaneceu na 1. HNL e o NK Varaždin permaneceu na 2. HNL para a próxima temporada.
O Gorica venceu a 2. HNL e foi promovido para a próxima temporada, ocupando a vaga do Cibalia.

## Artilheiros
O artilheiro da competição foi o argelino El Arbi Soudani do Dinamo Zagreb, com 17 gols.